# Bustamante, Tamaulipas
Bustamante là một đô thị thuộc bang Tamaulipas, México. Năm 2005, dân số của đô thị này là 7275 người.